# Ramphastidae
Los tucanes (Ramphastidae) son una familia de aves piciformes muy amplia, ya que alberga seis géneros y cuarenta y dos especies diferentes. Se caracterizan por poseer un pico muy desarrollado y de vivos colores. Miden entre 18 y 65 cm, siendo el tucán toco (Ramphastos toco) el de mayor tamaño. Están ampliamente distribuidos por el continente americano, desde México hasta Argentina. Algunas especies están en selvas húmedas tropicales de baja altitud, mientras que otras habitan en bosques más templados, en cordilleras, a altitudes hasta los 3000 m s. n. m.

## Etimología
El nombre de estas aves, «tucán», proviene del tupí-guaraní «tuka», así como también «tukana».

## Descripción
Los tucanes son aves de plumas y pico de colores muy llamativos. Miden  65 centímetros y pesan de 130 hasta 680 g. Su pico es largo con una longitud aproximada de 20 cm y alcanzando su talla definitiva después de varios meses. Tiene pequeños dientes como sierras, llega a medir la tercera parte de su tamaño y es muy ligero por las numerosas cámaras que tiene por lo que no le dificulta el vuelo. Su lengua es muy larga (llega a medir hasta 14 cm), angosta, aplanada y termina en punta. Tiene alas pequeñas, cortas y redondeadas. La cola es cuadrada en unas especies y llama la atención la facilidad con que la mueve hacia arriba y abajo. Los ojos están rodeados por una piel que a veces es de colores vivos y la vista es su sentido más desarrollado. Las patas son cortas y fuertes, facilitando la sujeción a las ramas y el desplazamiento entre árboles. No muestran dimorfismo sexual, los sexos son muy similares aunque la hembra presenta el pico ligeramente más pequeño y a veces más recto que el macho.
Hay teorías que han sostenido que utiliza el pico como arma, pero al ser esponjoso y ligero parece desestimarse, aunque los defensores de esta postura siguen sosteniendo la posibilidad de que su forma sea para crear un efecto disuasorio y así hacer desistir a los depredadores. Otras teorías han sostenido que su forma favorece el poder tomar los frutos que se encuentran en las puntas de las ramas muy delgadas o romper cáscaras duras de algunos frutos, pero dado que otras aves con picos más pequeños pueden hacerlo, no parece una teoría sólida. Se ha descubierto recientemente en un estudio de la Universidad Estatal Paulista de Brasil y la Universidad Brock de Canadá, que su pico es utilizado para regular la temperatura corporal, regulando el flujo sanguíneo de los numerosos vasos del pico. El animal aumenta o disminuye la cantidad de flujo sanguíneo que fluye a través del pico según sus necesidades. Además, está formado por pequeñas placas de forma hexagonal de una sustancia llamada queratina, que forma una estructura parecida a la de una esponja. Estas características lo hacen asombrosamente resistente a los golpes, pero a la vez muy liviano.
Su promedio de vida está en veinte años. En cautividad su esperanza de vida es menor, dieciocho años. Esto se debe a que enferman de hemocromatosis, ya que su alimentación contiene un alto contenido en hierro.

## Distribución geográfica y hábitat

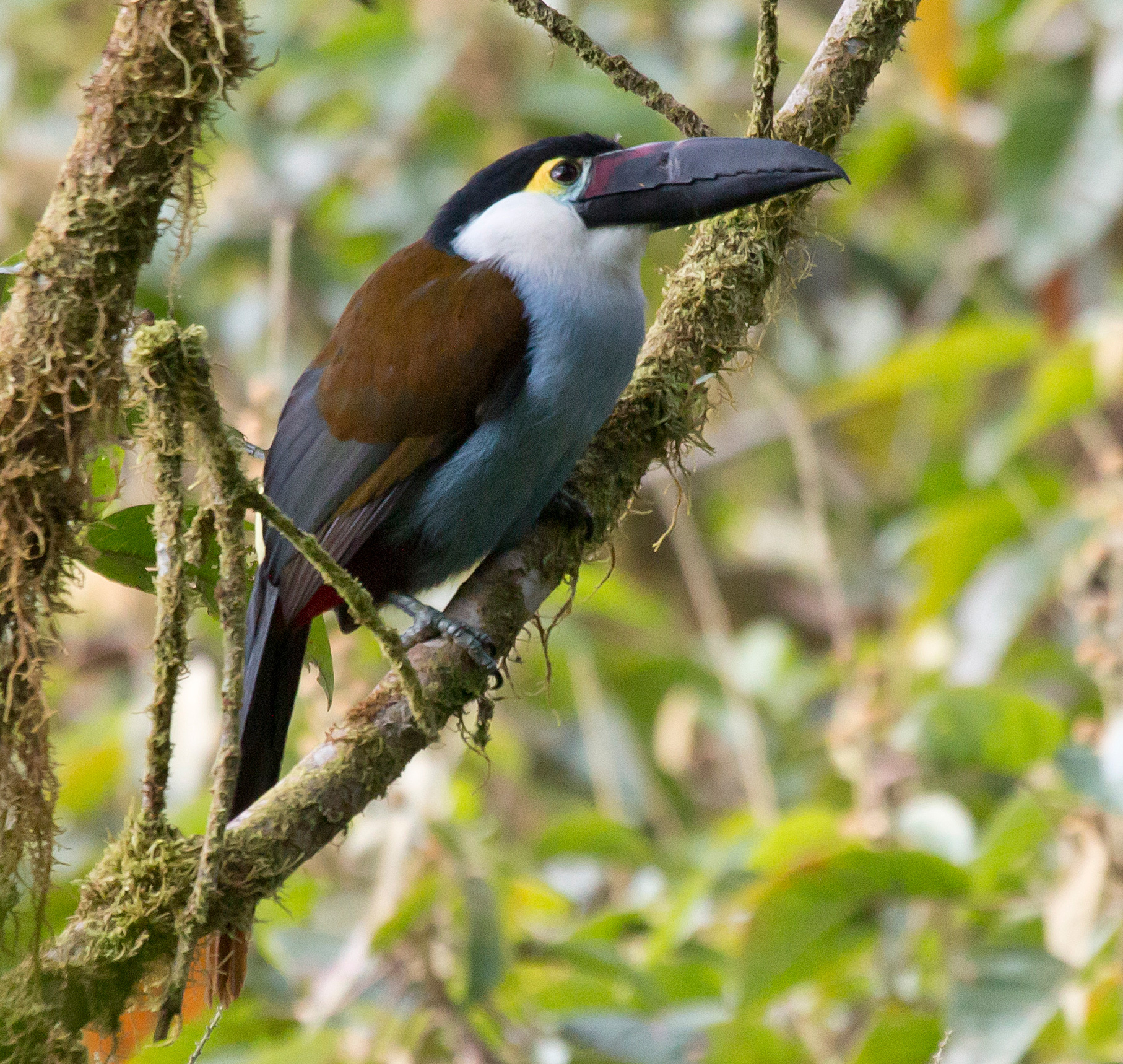
El tucán celeste (Andigena nigrirostris) es una especie de montaña.

Los tucanes son nativos del Neotrópico, desde el sur de México, a través de América Central, en América del Sur al norte de Argentina. Viven principalmente en las tierras bajas del trópico, pero las especies de montaña del género Andigena alcanzan climas templados a gran altura en los Andes y pueden encontrarse hasta la línea de árboles.
En su mayor parte, los tucanes son especies forestales, y están restringidos a los bosques primarios. Entrarán en los bosques secundarios para forrajear, pero se limitan a los bosques con grandes árboles viejos que tienen agujeros lo suficientemente grandes para criar. Los tucanes son malos dispersores, especialmente a través del agua, y no han llegado a las Indias Occidentales. El único tucán que no vive en los bosques es el tucán toco, que se encuentra en la sabana con parches de bosque y bosques abiertos.

## Alimentación y comportamiento

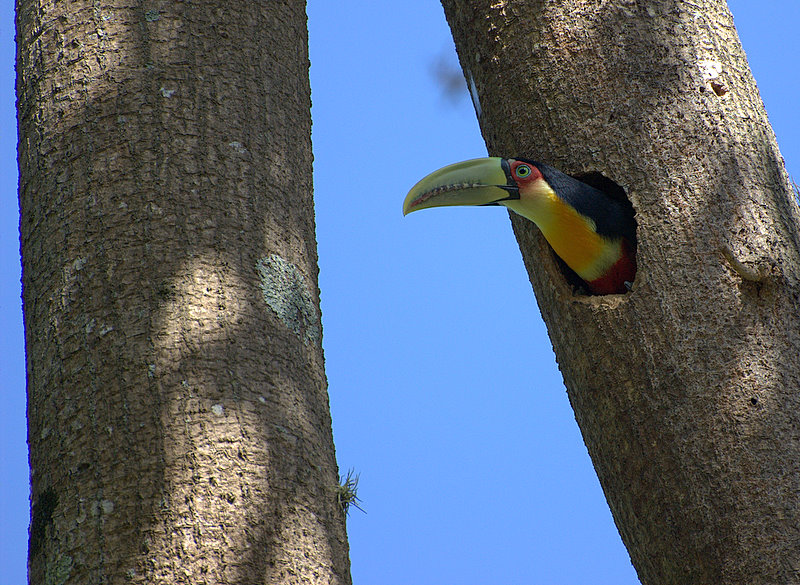
Los tucanes, como este tucán bicolor (Ramphastos dicolorus), crían en agujeros de los árboles.

Los tucanes se alimentan principalmente de bayas, semillas, frutos y fruta madura. En ocasiones comen  insectos y otras presas como pequeñas lagartijas, pichones y huevos de otras aves, sobre todo en época de reproducción. En cautiverio comen orugas, insectos y carne molida. Para tragar hacen un movimiento brusco con la cabeza. Una peculiaridad es que cuentan con un estómago muy pequeño por lo que se necesitan alimentos ricos en agua o solubles en ésta por la rápida absorción que realizan y lo que comen es desechado en media hora. Son arbóreos, suelen posarse sobre las ramas en lugar de trepar por ellas. Utilizan el pico como tenaza, estirando el cuello hacia delante para alcanzar el alimento. 
Es una especie sedentaria que vive en una sola área durante toda su vida o gran parte de ella. Los tucanes no son aves migratorias, se les suele encontrar en parejas o en pequeñas bandadas de unos seis miembros.
Para dormir dentro de las cavidades arborícolas, el tucán bicolor coloca el pico contra el dorso, después dobla la cola hacia delante y reajusta las alas hasta parecer una bola de plumas.
La mayoría de los tucanes emiten un graznido monótono o producen un gorjeo muy primitivo y se puede oír a una media milla de la selva como un ruidoso parloteo.[cita requerida]

## Reproducción
Es un animal monógamo y viven en parejas de carácter permanente. Durante el cortejo,  es común que estas aves se entreguen al juego de intercambiarse palitos y comida, lanzándosela o dándosela con el pico.
Esta ave está emparentada con los pitos y como ellos hacen sus nidos en las cavidades de los troncos de los árboles Se reproducen desde finales de enero, su reproducción es ovípara y ponen de dos a cuatro huevos de color blanco con forma elíptica, porosos y frágiles. El periodo de incubación es de diecisiete a veinte días, y una sola puesta al año. Ambos progenitores incuban los huevos alternándose y una vez nacidas las crías, también se encargan de la alimentación los dos. Al salir del cascarón las crías están desprovistas de plumaje y permanecen con los ojos cerrados durante tres semanas. El desarrollo de las crías es muy lento e inicialmente no se asemejan a la forma que tendrán de adultos. Abandonan el nido a las ocho o nueve semanas y comienzan a buscar su propio alimento. Los tucanes jóvenes tienen el pico más corto que los adultos y no tiene la mancha negra en la punta, pero en el plumaje hay pocas diferencias por edad o por sexo. A los tres o cuatro años los individuos jóvenes son maduros sexualmente.

## Lista de especies

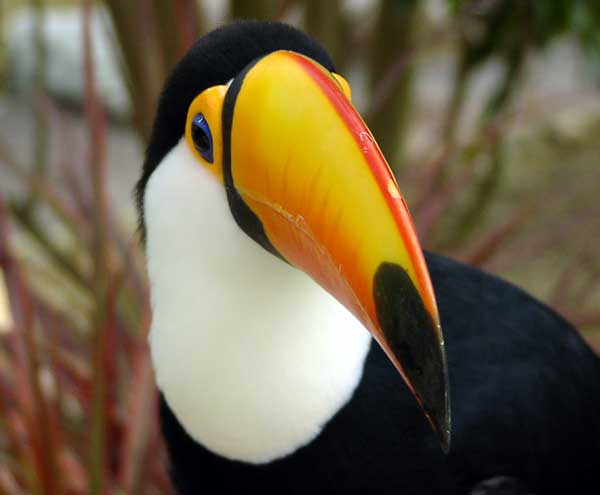
Tucán toco (Ramphastos toco).

Los antiguos ornitólogos dividían los tucanes en dos géneros: tucanes verdaderos y Arasaris.
Los de mayor tamaño alcanzan los 60 cm de longitud. Entre su variedad sobresalen el tucán del Amazonas, de pico verde y buche rojo y así verdes especies del género andígena, que recorre los Andes en busca de alimento. Por su parte el Arasari, frecuente en zoológicos y tiendas de animales vive en los bosques húmedos de México, América Central, Colombia y Venezuela.
Los tucanes verdaderos o ramphastos, son de gran tamaño tienen la cola cuadrada, el plumaje en gran parte negro y el pico de colores brillantes.
Los Arasaris son más pequeños, su cola está escalonada, en forma de cuña y su plumaje es verde, rojo y amarillo.
Los Andígenas o Andinos tienen la cola parecida a la de los arasaris, pero su aspecto es más bien el de los tucanes propiamente dichos, y su plumaje es espeso y blando.
- Género Aulacorhynchus
  - Tucancito esmeralda / tucanete esmeralda (Aulacorhynchus prasinus)
  - Tucancito verde / tucanete picosurcado (Aulacorhynchus sulcatus)
  - Tucancito común / tucanete de Derby (Aulacorhynchus derbianus)
  - Tucancito de lomo rojo / tucanete culirrojo (Aulacorhynchus haematopygus)
  - Tucancito de cuello dorado / tucanete del Huallaga (Aulacorhynchus huallagae)
  - Tucancito de pecho celeste / tucanete pechiazul (Aulacorhynchus coeruleicinctis)
- Género Selenidera

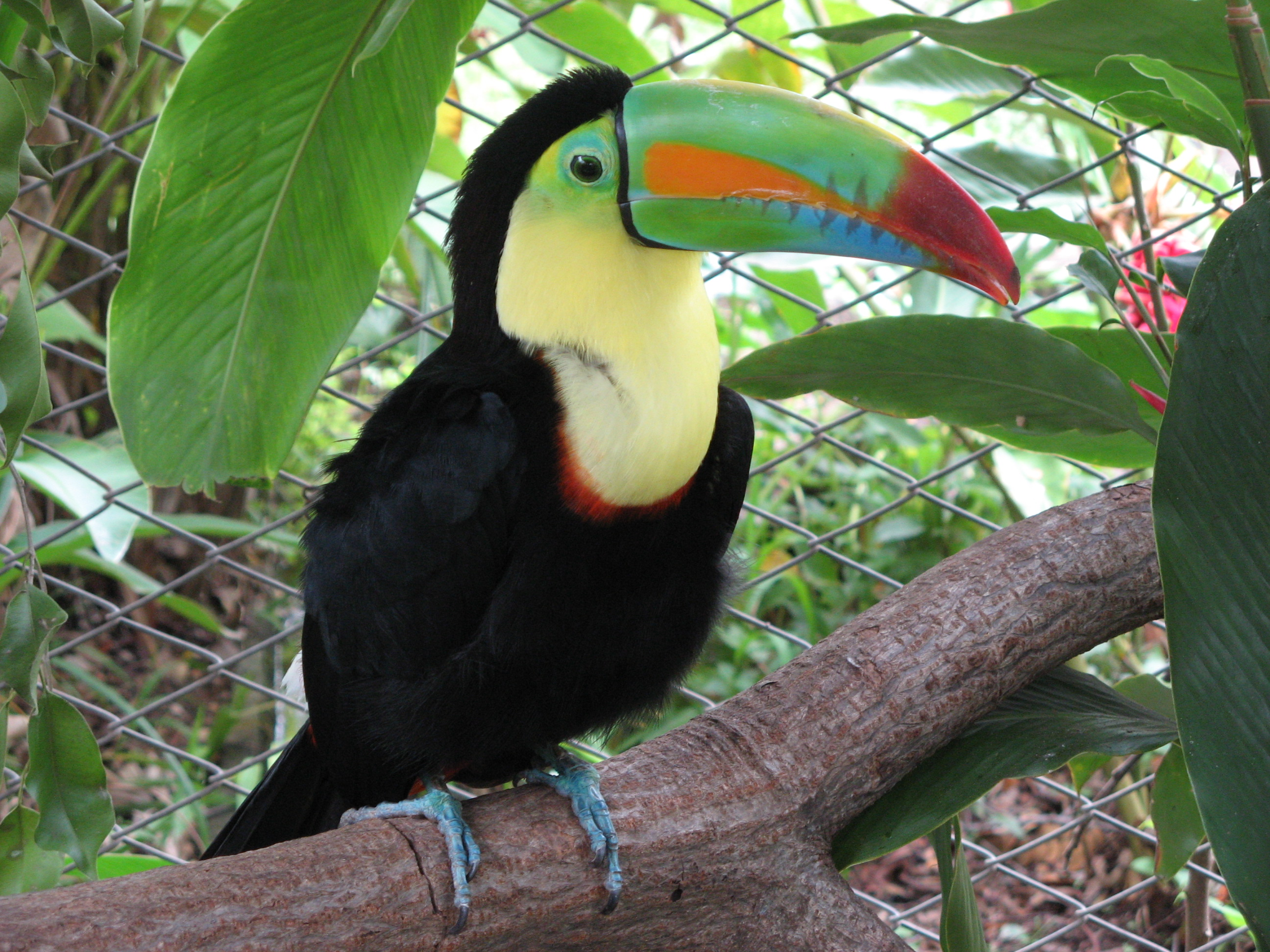
Ramphastos sulfuratus.

- - Tucancito negro / tucanete orejigualdo (Selenidera spectabilis) llamado por los argentinos Alcatraz, puede considerarse como ejemplo de los verdaderos tucanes. Viven en todo el sur de Brasil, Bolivia, en Paraguay y en las provincias septentrionales de Argentina. Es notable por el enorme tamaño de su pico, que es un vivo amarillo tirando a naranja, algo rojo en la arista superior y por debajo, y con una gran mancha negra a cada lado, cerca de la punta. La parte desnuda que hay a cada lado de la cara es amarilla anaranjada y las patas azules. El plumaje negro como el carbón, contrasta con la garganta y la parte inferior del cuello que son blancas, pasando hacia abajo a amarillento, con las coberturas caudales superiores blancas como la nieve y con las inferiores de un vivo escarlata. Se halla esta especie donde hay bosques espesos.
  - Tucancito de pico rojo / tucanete de Reinwardt (Selenidera reinwardtii)
  - Tucancito de pico corto / tucanete de Natterer (Selenidera nattereri)
  - Tucancito de pico negro / tucanete culik (Selenidera culik)
  - Tucancito de pico maculado / tucanete piquimaculeado (Selenidera maculirostris)
  - Tucancito de Gould / tucanete de Gould (Selenidera gouldii)
- Género Andigena
  - Tucán morado de pico pintado / tucán piquiplano (Andigena laminirostris)
  - Tucán morado de cabeza negra / tucán pechigrís (Andigena hypoglauca)
  - Tucán morado de pico verde / tucán encapuchado (Andigena cucullata)tiene la garganta amarilla y el vientre carmín.
  - Tucán celeste / tucán piquinegro (Andigena nigrirostris)
- Género Pteroglossus [7] Tucán del Chocó (Ramphastos brevis).

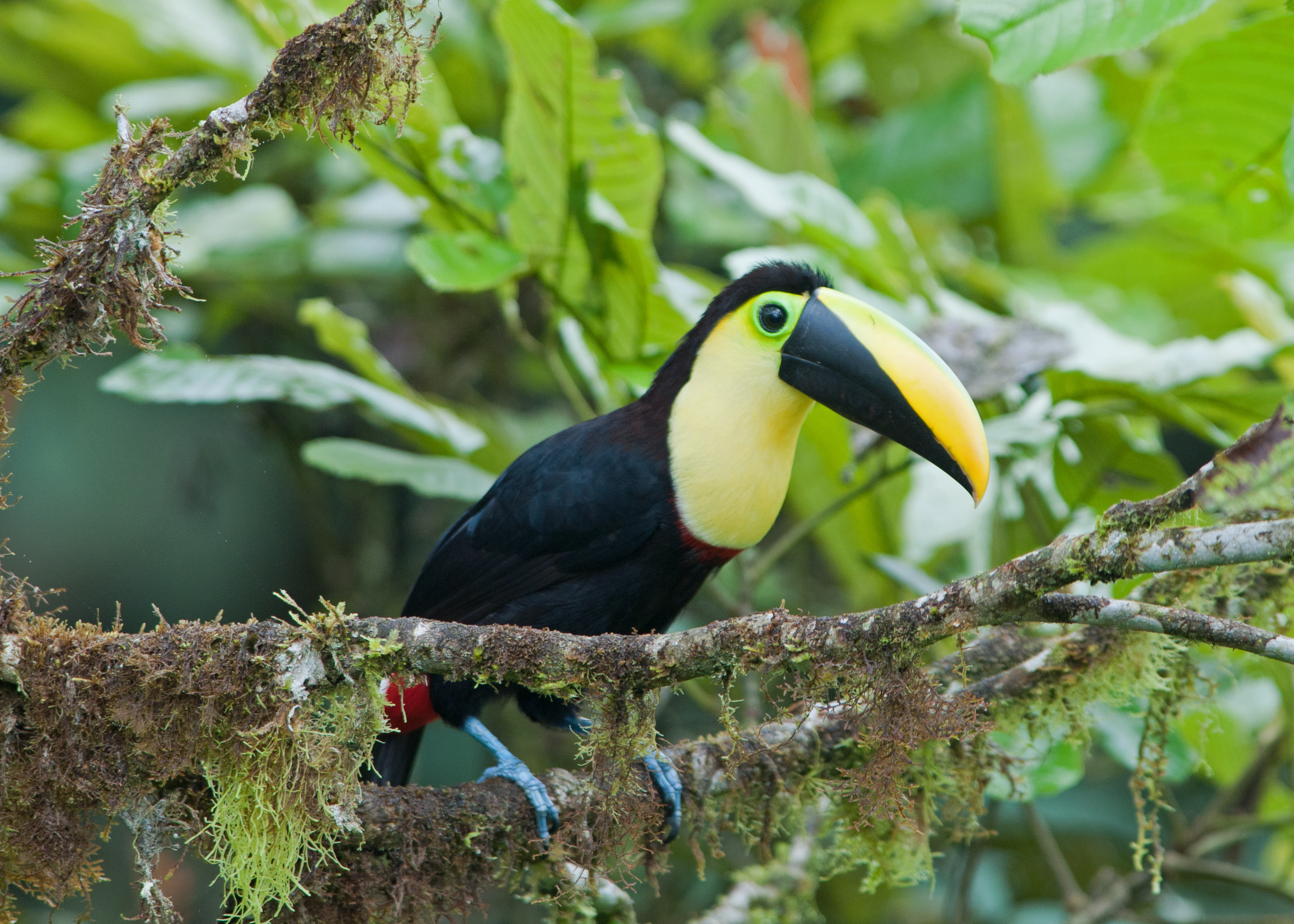
Tucán del Chocó (Ramphastos brevis).

  - Arasarí anaranjado / arasarí marcado (Pteroglossus inscriptus)
  - Arasarí verde (Pteroglossus viridis)
  - Arasarí rosado / arasarí cuellirrojo (Pteroglossus bitorquatus)
  - Arasarí de cuello rojo / arasarí de Azara (Pteroglossus azara)
  - Arasarí de pico amarillo (Pteroglossus mariae)
  - Arasarí castaño / arasarí caripardo (Pteroglossus castanotis)
  - Arasarí de cuello negro / arasarí cuellinegro (Pteroglossus aracari)
  - Arasarí acollarado (Pteroglossus torquatus)
  - Arasarí de pico salmón / arasarí piquinaranja (Pteroglossus frantzii)
  - Arasarí de pico rayado / arasarí piquirrayado (Pteroglossus sanguineus)
  - Arasarí de pico pálido / arasarí piquipálido (Pteroglossus erythropygius)
  - Arasarí de franja doble / arasarí fajado (Pteroglossus pluricinctus)
  - Arasarí crespo (Pteroglossus beauharnaesii)
- Género Baillonius
  - Tucán amarillo / arasarí banana (Baillonius bailloni)
- Género Ramphastos

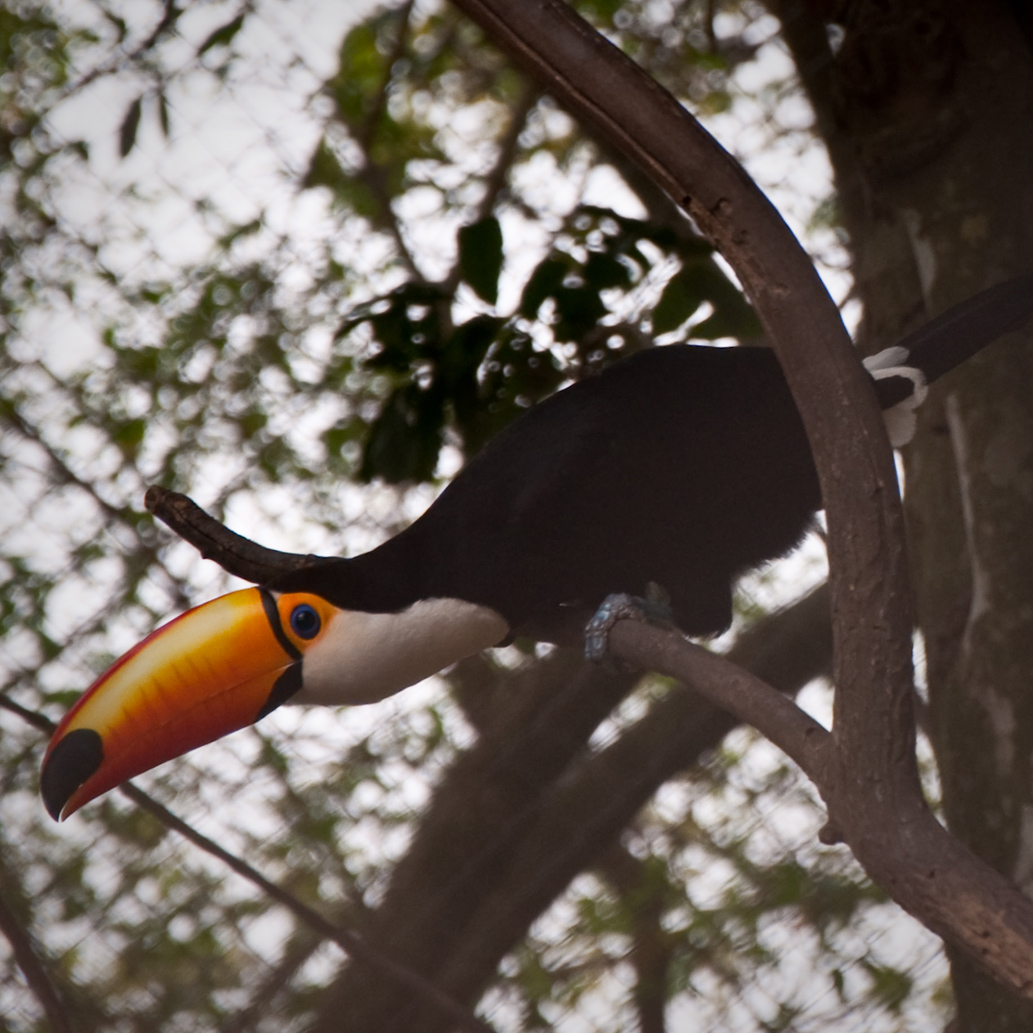
Ejemplar de Ramphastos toco, en reserva Guaycolec, provincia de Formosa, Argentina

- - Tucán de pico multicolor / tucán piquiverde (Ramphastos sulfuratus).[8]
  - Tucán del Chocó (Ramphastos brevis)
  - Tucán de garganta limón (Ramphastos citreolaemus)
  - Tucán de pico acanalado / tucán picoacanalado (Ramphastos vitellinus)
    - Tucán de rabadilla dorada (R. v. culminatus)
    - Tucán de pico azul (R. v. citreolaemus)
    - (R. v. vitellinus)
    - (R. v. ariel) de la parte septentrional de América del Sur, su rabadilla es de un vivo color escarlata, en algunas partes recibe en nombre de ¡Dios té de!, por el grito peculiar que emiten. Las dos especies de tucanes de pico corto, de menor tamaño y de coloración predominantemente verde, habitan en el sur de México, Brasil y las altas regiones Andinas. En Tabasco existen dos tipos de tucanes conocidos como pilín, nombre derivado de su canto y pico de hacha por la forma de su peculiar miembro, la alimentación preferida es la fruta del árbol del caucho y la fruta del árbol llamado quiebrahacha.
    - (R. v. pintoi)
    - (R. v. theresae)

  - Tucán colorado / tucán bicolor (Ramphastos dicolorus)
  - Tucán de pico castaño / tucán de Swainson (Ramphastos swainsonii)
  - Tucán de pico negro / tucán pechigualdo (Ramphastos ambiguus)
  - Tucán de garganta blanca / tucán pechiblanco (Ramphastos tucanus)
    - Tucán de pico rojo (R. t. tucanus)
    - Tucán de cuvier (R. t. cuvieri) el carácter más sobresaliente es que tiene la rabadilla color de azafrán, su pico es negro y amarillo.

  - Tucán toco (Ramphastos toco)[9]

## Estado de conservación
La Unión Internacional de Ornitólogos (IOU) reconoce 43 especies de tucanes en cinco géneros. De estas 43 especies, 28 especies se encuentran en el nivel especie bajo preocupación menor, cinco especies en el nivel de especie casi amenazada y una especie está catalogada como especie en peligro de extinción. Esta especie es el Aulacorhynchus huallagae,  el tucanete del Huallaga, endémica del Perú. Las cinco especies casi amenazadas son:
- Pteroglossus bailloni[12]
- Andigena hypoglauca[13]
- Andigena laminirostris[14]
- Ramphastos sulfuratus[15]
- Ramphastos ambiguus[16]

Los enemigos depredadores son sobre todo el ocelote, el jaguar, el coatí, el caimán, algunas serpientes y águilas.
Han sido cazados con cierta intensidad y frecuencia por los indígenas para confeccionar ornamentos con sus plumas multicolores. Pero la principal causa de que se encuentren en peligro de extinción se debe a la destrucción de su hábitat. La deforestación de las selvas, la contaminación ambiental, el crecimiento de las zonas urbanas y la biopiratería o la caza en su medio natural para ser mantenido en cautividad por zoológicos o particulares, son algunas de sus manifestaciones más evidentes. En la actualidad constituye un delito en algunos países tener en posesión a un tucán como mascota y comerciar con el ave.